# Villarejo de Órbigo
Villarejo de Órbigo ist ein nordspanischer Ort und eine Gemeinde (municipio) mit 2.873 Einwohnern (Stand: 2024) in der Provinz León in der Autonomen Gemeinschaft Kastilien-León. Neben dem Hauptort Villarejo de Órbigo besteht die Gemeinde aus den Ortschaften Estébanez de la Calzada, Veguellina de Órbigo und Villoria de Órbigo.

## Lage und Klima
Villarejo de Órbigo liegt am Río Orbigo, der die östliche Gemeindegrenze bildet, in einer Höhe von ca. 815 m in der westleonesischen Hochebene (meseta). Das Klima ist gemäßigt bis warm; Regen (ca. 597 mm/Jahr) fällt überwiegend im Winterhalbjahr.

## Bevölkerungsentwicklung
| Jahr      | 1970 | 1981 | 1991 | 2001 | 2011 | 2021 |
| Einwohner | 4234 | 3556 | 3654 | 3409 | 3240 | 2945 |

Aufgrund der zunehmenden Mechanisierung der Landwirtschaft und der Aufgabe zahlreicher bäuerlicher Kleinbetriebe in der zweiten Hälfte des 20. Jahrhunderts fehlten mehr und mehr Arbeitsplätze, was eine immer noch anhaltende Landflucht auslöste.

## Sehenswürdigkeiten
- Martinskirche
- Marienkloster in Villoria de Órbigo

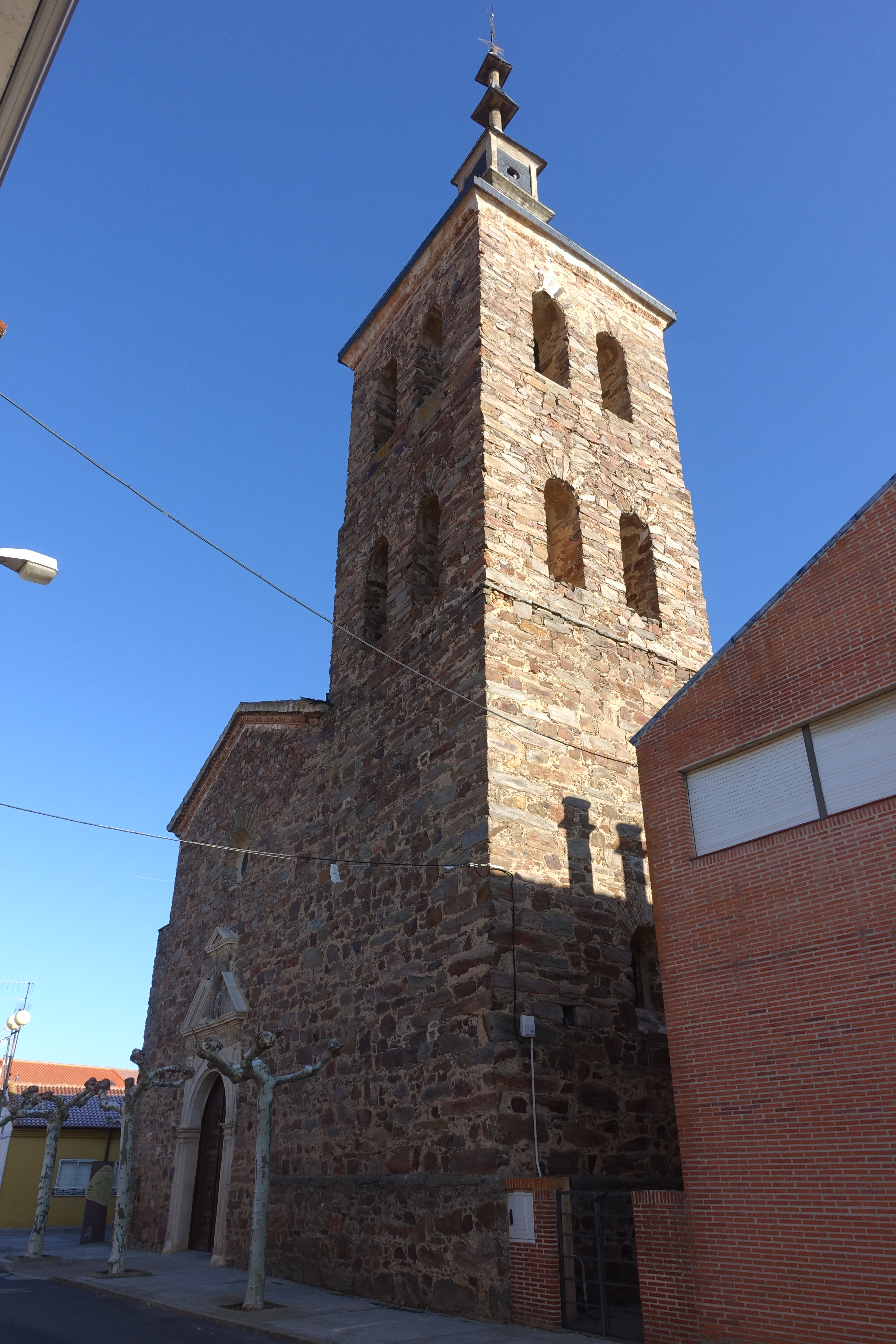
Martinskirche
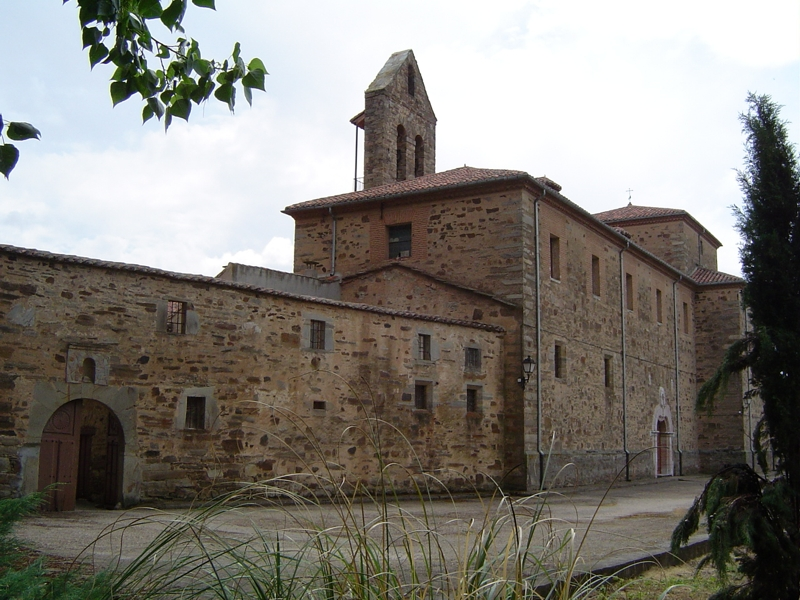
Marienkloster
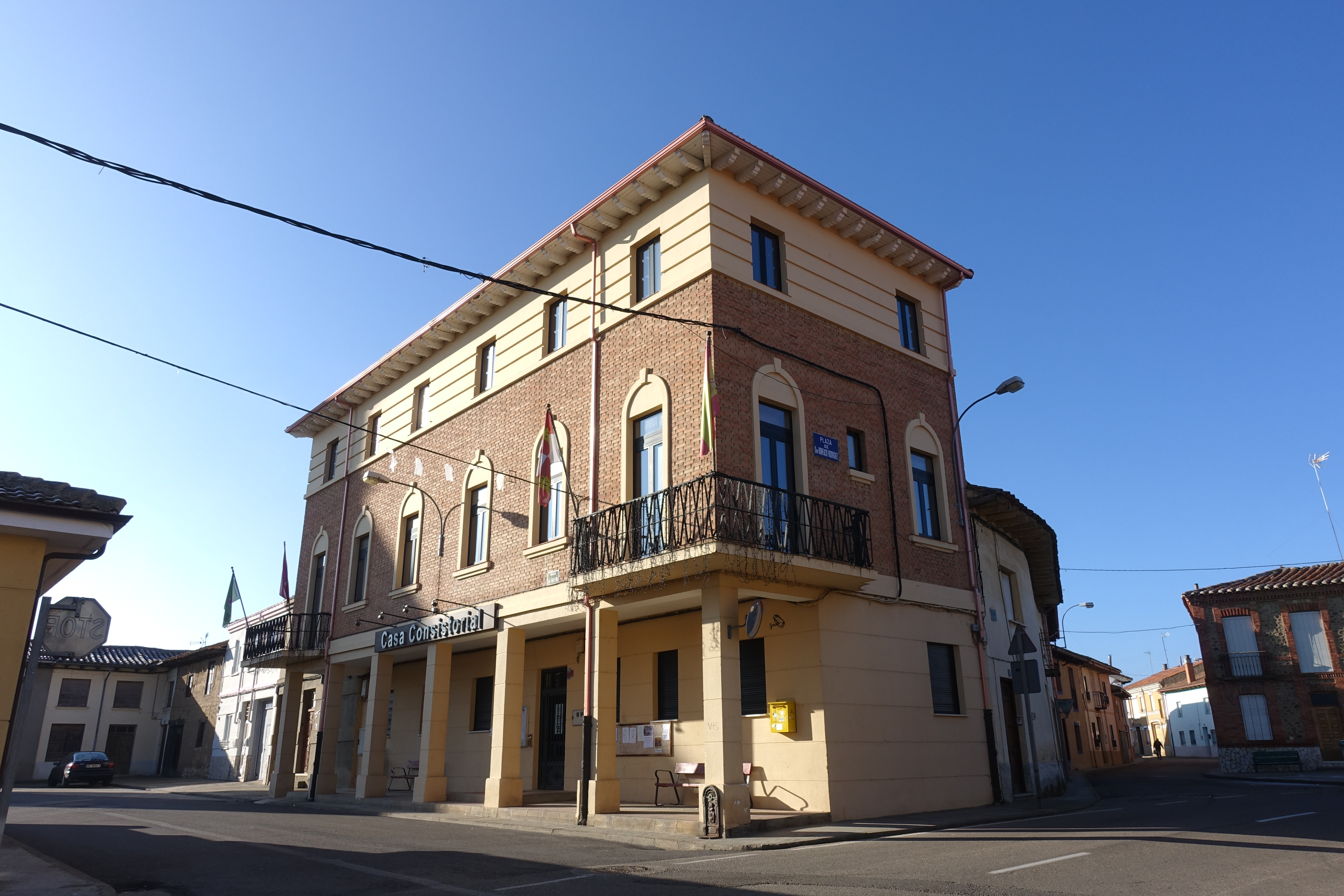
Rathaus